# Montserrat Gudiol i Corominas
Montserrat Gudiol i Corominas (Barcelona, 9 de juny de 1933 - 25 de desembre de 2015) fou una pintora catalana, filla de l'historiador de l'art i arquitecte Josep Gudiol i Ricart.

## Biografia
Es va formar a l'estudi de restauració de pintura medieval de la seva família i a partir del 1950 es dedicà a la pintura sobre taula i sobre paper. La seva obra mostra un gust per la fantasia en què el color i les figures es fonen en un món de misteri, dominat per personatges esfilagarsats, cecs i amb escenes de maternitat, influïda pels temes del surrealisme i les formes del Pablo Picasso de les èpoques blava i rosa. La seva pintura mostra interioritat i tristesa.
Va exposar a Barcelona, Ripoll, Màlaga, Sevilla, Bilbao, Sud-àfrica, els EUA, l'antiga URSS i elCanadà. El 1960 va rebre el "Premi Internacional de Dibuix Ynglada-Guillot", que atorga la Fundació Ynglada-Guillot de Barcelona, en la seva segona convocatòria. Aquell mateix any va participar en l'Exposició Nacional de Belles Arts que es va fer a Barcelona, en la qual va presentar els olis Mujer con niño i Mujer sentada.
Té obra al MNAC, al MACBA, a Madrid, Bilbao, Johannesburg, Flint, Montréal, etc. El 1980 realitzà un monumental sant Benet per a l'abadia de Montserrat i el 1981 fou la primera dona que ingressà a la Reial Acadèmia Catalana de Belles Arts de Sant Jordi. El 1991 va rebre el Premi Quadern de la Fundació Ars i el 1998 la Creu de Sant Jordi.